# Genistina
Genistina es una isoflavona encontrada en un número de plantas dietéticas como la soja y el kudzu. Fue aislado por primera vez en 1931 a partir del extracto de metanol 90% de una comida de soja, cuando se encontró que la hidrólisis con ácido clorhídrico produce 1 mol cada uno de genisteína y glucosa. Químicamente es la 7-O-beta-D- glucósido forma de genisteína y es la forma predominante de la isoflavona de origen natural en las plantas. De hecho, estudios realizados en la década de 1970 revelaron que el 99% de los compuestos isoflavonoides de la soja están presentes como sus glucósidos. Los glucósidos son convertidos por las enzimas digestivas en el sistema digestivo para ejercer sus efectos biológicos. Genistina también se convierte en una genisteína más familiar, por lo tanto, las actividades biológicas incluyendo efectos antiateroscleróticos, estrogénicos y contra el cáncer son análogos

## Metabolismo
Cuando se ingiere a lo largo de la dieta, genistina se convierte fácilmente en su forma aglicona, la genisteína. Se hidroliza mediante la eliminación de la unida glucosa covalente para formar la genisteína y que la genisteína es la forma del compuesto que se absorbe en el intestino y es la forma responsable de las actividades biológicas de la isoflavona. El metabolismo digestivo se demostró por primera vez en 2002 que la microflora intestinal juega un papel importante en la conversión de genistin de genisteína. Más tarde fue encontrado que las enzimas presentes en el ser humano en el intestino delgado y el hígado también tienen la capacidad de convertir la isoflavona. La hidrólisis comienza realmente muy rápidamente en el sistema digestivo una vez que se ingiere genistina, la conversión comienza en la boca y luego continúa en el intestino delgado. Por otra parte, tanto la saliva humana y el extracto libre de células intestinales de los ratones pueden causar la conversión completa.